# Ellös
Ellös ist ein Ort (Tätort) in der schwedischen Provinz Västra Götalands län und der historischen Provinz Bohuslän. Er gehört zur Gemeinde Orust und liegt auf der gleichnamigen Insel Orust.
Die meisten Einwohner lebten früher von der Landwirtschaft, Fischerei, insbesondere wurden Heringe gefangen, und von der Schifffahrt. Mit dem langsamen Verschwinden des Herings ging eine Industrialisierung einher, Ellös beherbergt heute die meisten Industrieunternehmen und -arbeitsplätze der Insel Orust, der größte Arbeitgeber ist die Bootswerft Hallberg-Rassy. In Ellös gibt es eine Grundschule und ein Gymnasium.